# Doug Clifford
Pour les articles homonymes, voir Clifford.
Doug « Cosmo » Clifford (né le 24 avril 1945 à Palo Alto, Californie) a joué de la batterie dans le groupe de rock Creedence Clearwater Revival. 

## Biographie

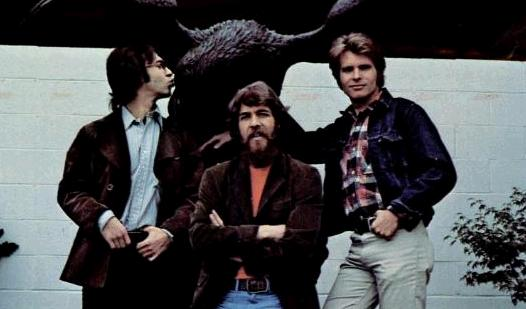
Au centre en 1971.

En 1958, il devient le batteur du groupe de rock Creedence Clearwater Revival. Son surnom « Cosmo » inspire le nom d'un album phare de ce groupe, Cosmo's Factory.
Après la dissolution de Creedence Clearwater Revival en 1972, Doug « Cosmo » Clifford et l'ancien bassiste du groupe Stu Cook ont rejoint Don Harrison au sein du Don Harrison Band. Il a aussi sorti un album solo.
En 1995, Doug « Cosmo » Clifford et Stu Cook ont formé le groupe Creedence Clearwater Revisited.